# Teobaldo de Marly
São Teobaldo de Marly (em francês:  Saint Thibaut, Thibault, Thiébaut) (falecido em 8 de dezembro de 1247) foi um abade francês e santo. Ele nasceu no castelo de Marly, em Montmorency, e foi treinado como cavaleiro. Ele serviu como um cavaleiro na corte de Filipe Augusto, embora mais tarde, ele entrou para o ordem de Cister, mosteiro de Vaux-de-Cernay , em 1220. Ele foi eleito prior em 1230 e nono abade, em 1235. Ele era tido em alta estima pelo Luís IX.

## Veneração
Ele é venerado em Thann e Hemel Hempstead.

## Relações externas
- Santo do Dia 27 de julho: Teobaldo de Marly em SaintPatrickDC.org